# Porta Gemina
La Dvojna vrata (Porta Gemina) est une porte de ville romaine située à Pula, en Croatie. Elle a été construite à la fin du IIe siècle. La Porta Gemina est une porte à double arche. C'était l'une des dix portes de la ville de Pula.

## Histoire

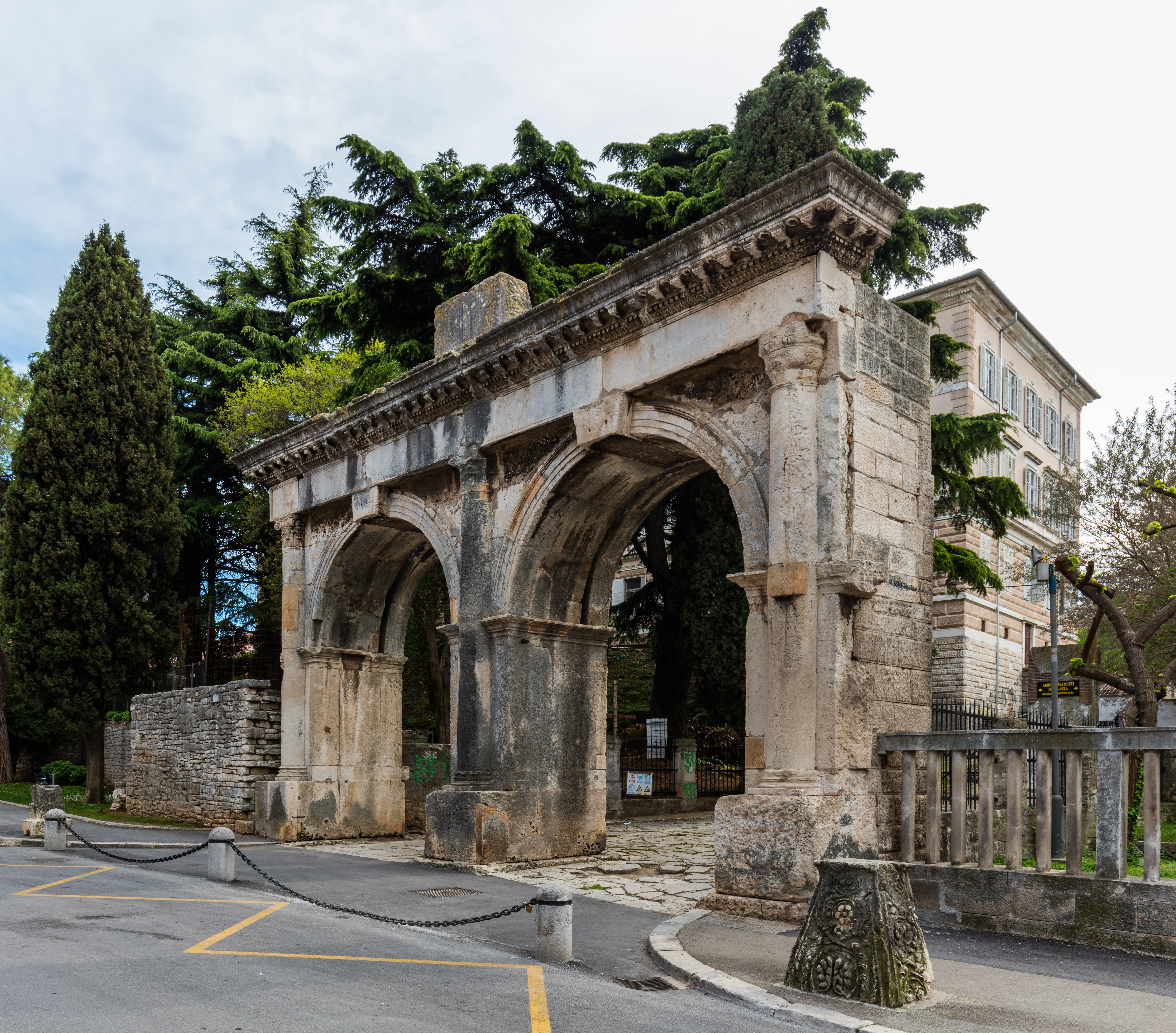
La Porta Gemina en 2017

Dans l'antiquité, Pula était entourée de murs. À l'époque moderne, ceux-ci ont été démolis par nécessité, en raison de l'expansion du centre-ville. Il y avait une dizaine de portes de la ville, dont la Porta Gemina et une partie des murs la reliant à la place Giardin sont encore visibles aujourd'hui. Au Moyen Âge, les portes étaient enterrées sous terre. Elles n'ont été que récemment déterrées et remises à jour. La Dvojna vrata, ou Porta Gemina, doit son nom à ses deux ouvertures semi-circulaires menant à la ville, probablement construites à la fin du IIe siècle ou au début du IIIe siècle apr. J.-C. sur les vestiges d'une plus ancienne porte de ville ,,.

## Description
Les deux ouvertures sont ornées de trois demi-colonnes à chapiteaux composites. Les lattes autrefois utilisées pour abaisser les treillis afin de fermer le portail sont conservées. Les portes jumelles contiennent également une plaque portant le nom de Lucius Menacius Priscus, conseiller municipal et sénateur, qui a personnellement financé la construction de l'un des réseaux d'approvisionnement en eau de la ville. La plaque ne faisait pas à l'origine partie du monument ; elle a été retrouvée à côté, et placée sur sa partie centrale supérieure à la fin du XIXe siècle. Aujourd'hui, les portes - devant lesquelles ont été découverts les vestiges d'un mausolée octogonal partiellement reconstitué datant du IIe ou IIIe siècle de notre ère - mènent au musée archéologique de Pula, au château et à un petit théâtre romain ,,.
Le monument, datant de la fin du IIe siècle ou du début du IIIe siècle, est relativement bien conservé .
La porte d'entrée se dresse en face de la citadelle moderne, qui est construite sur le site de l'ancien capitole. Comme mentionné, elle se compose de deux arches, bien qu'il puisse y avoir à l'origine trois ouvertures cintrées .
La double porte, comme son nom l'indique, se dresse avec trois demi-colonnes corinthiennes entre et de chaque côté des deux arches. Les colonnes supportent un entablement avec sa frise et sa corniche, mais l'architrave manque . La couronne en relief de la corniche relie l'ensemble en un tout harmonieux.

## Galerie

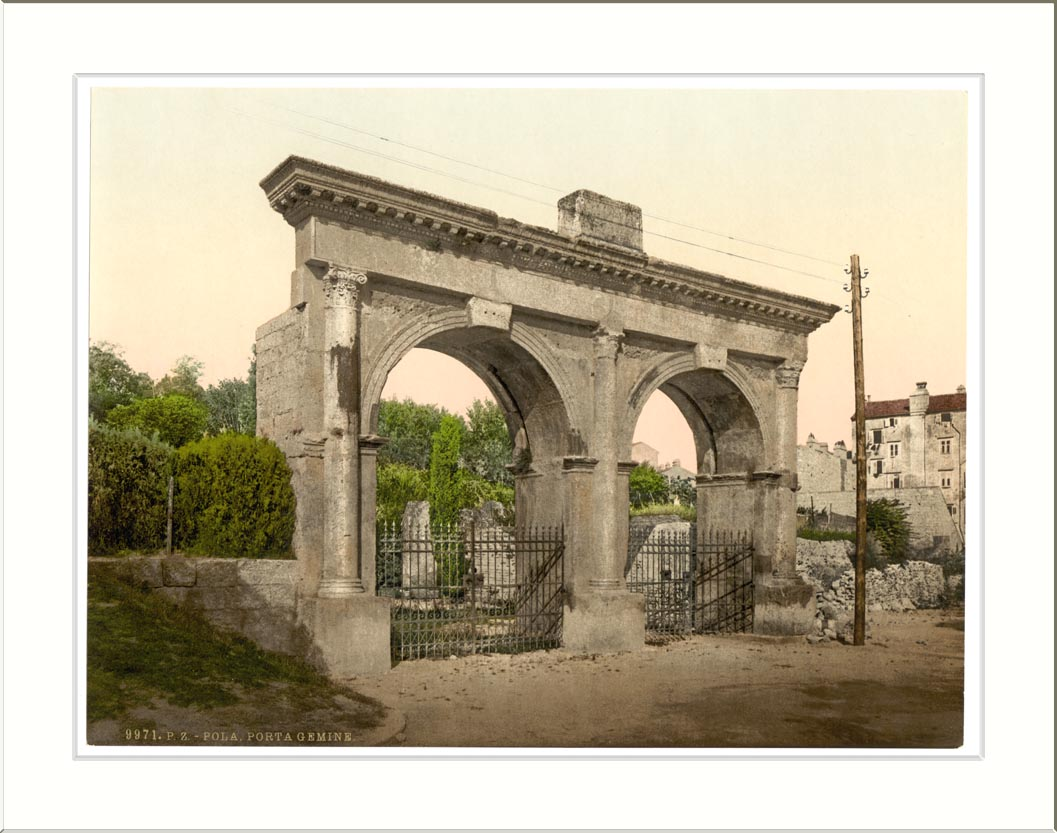
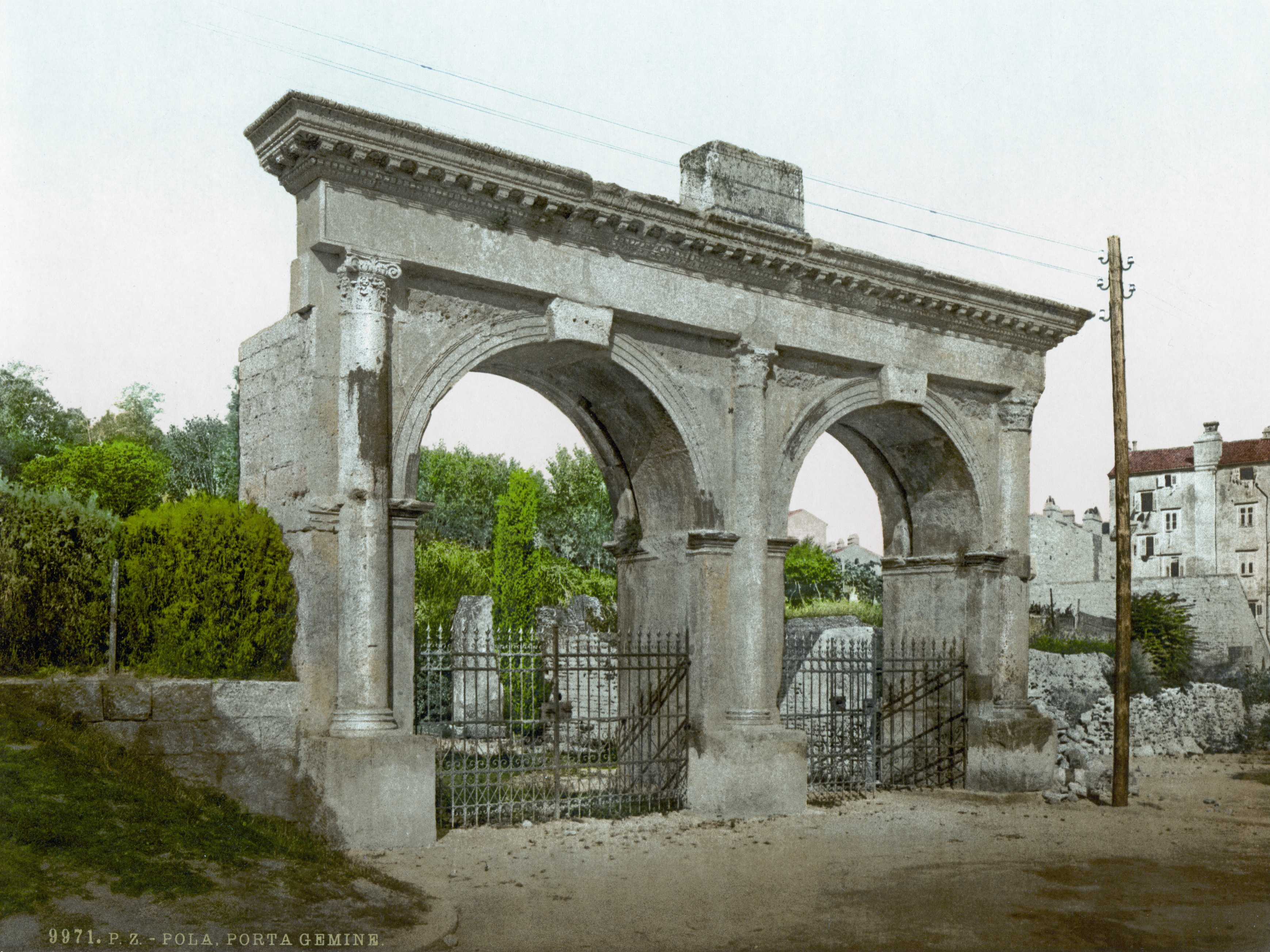
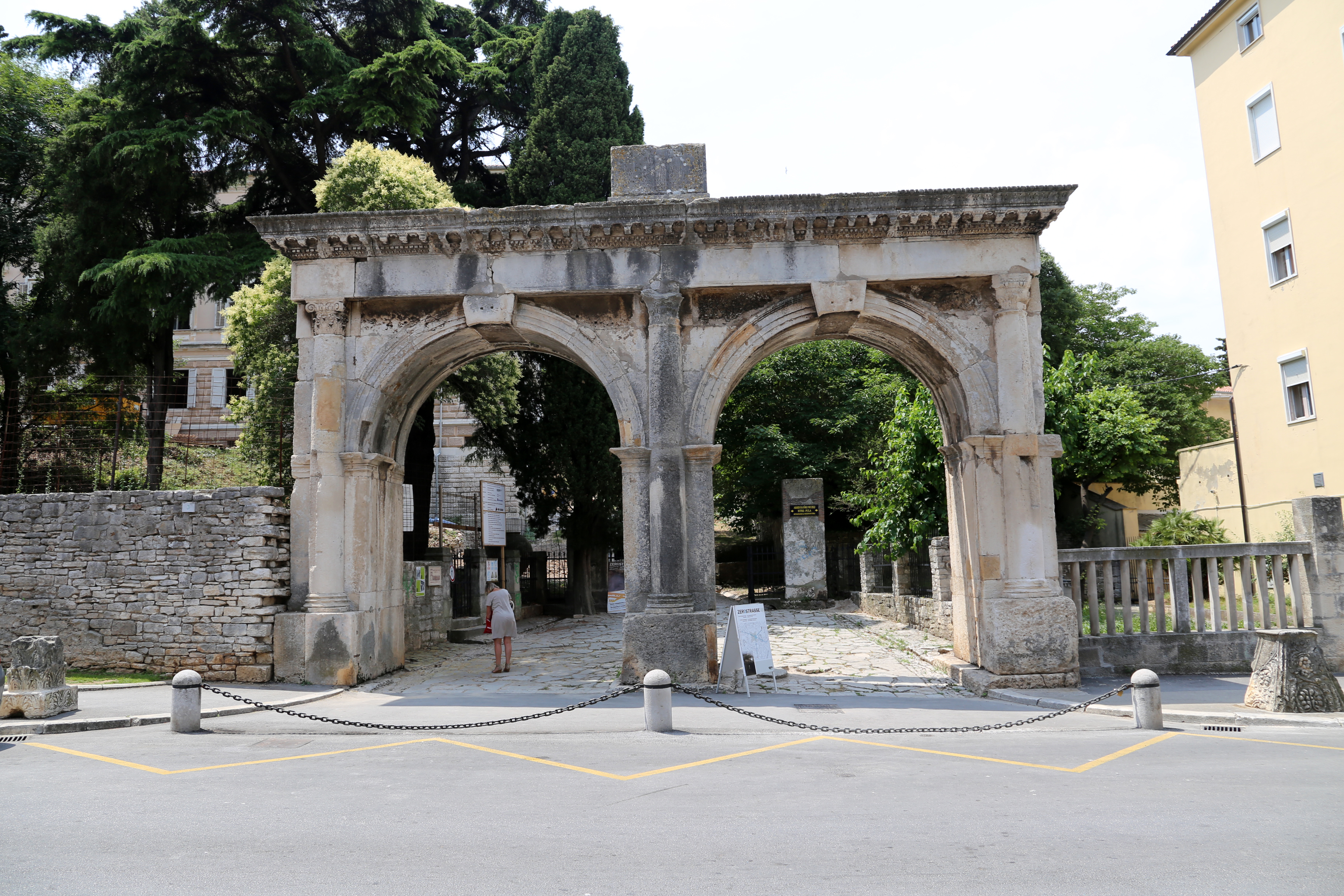
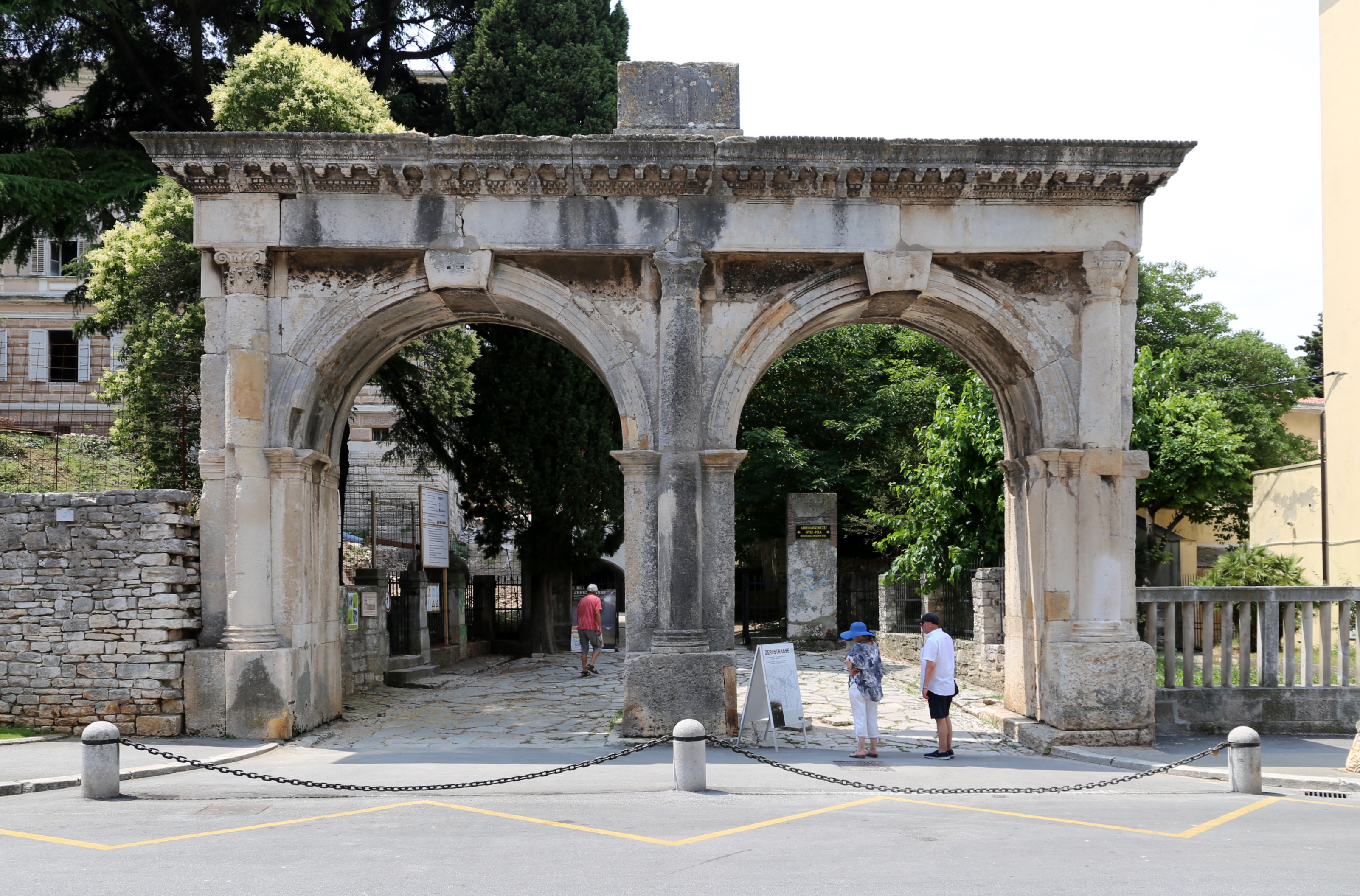
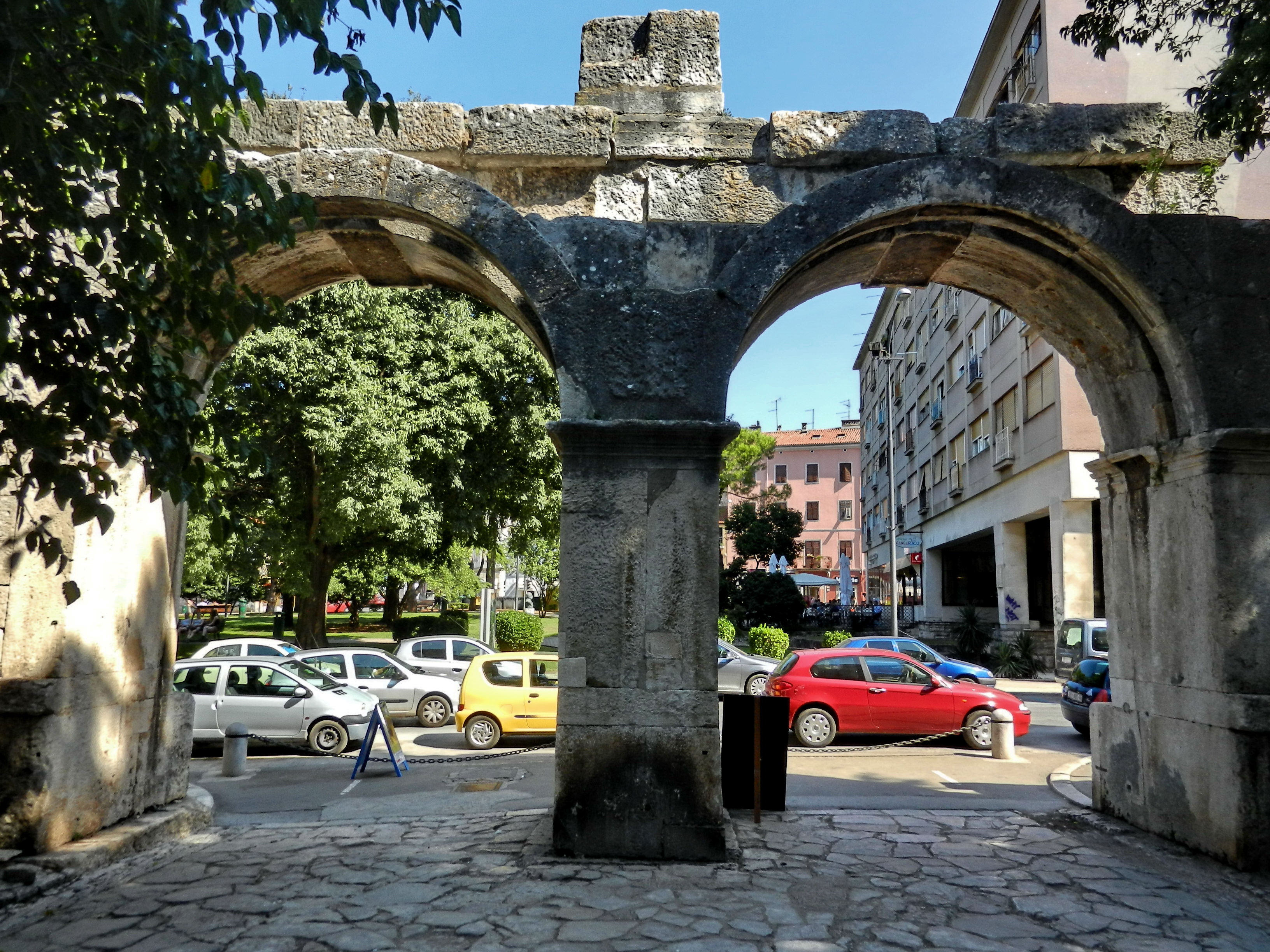
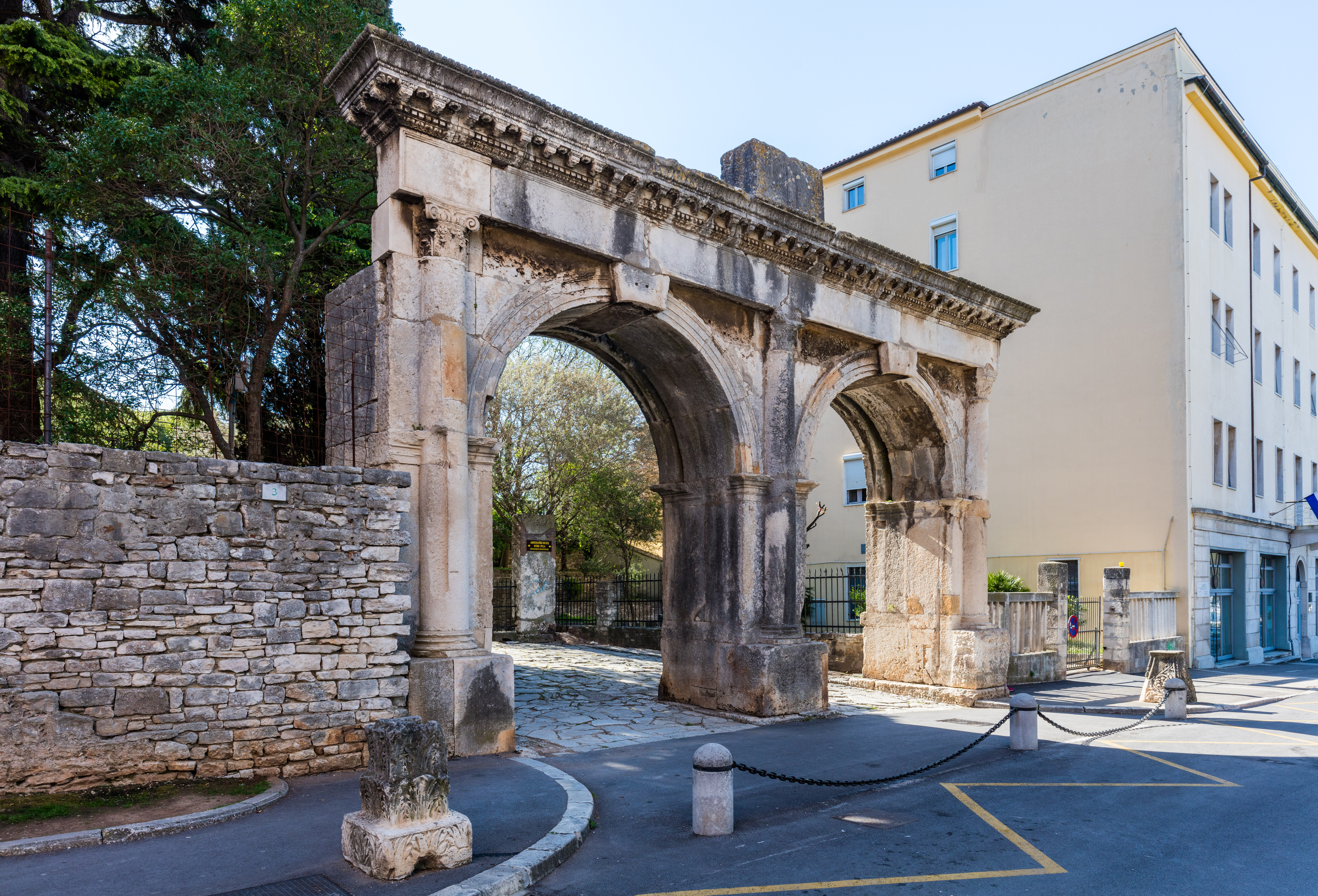
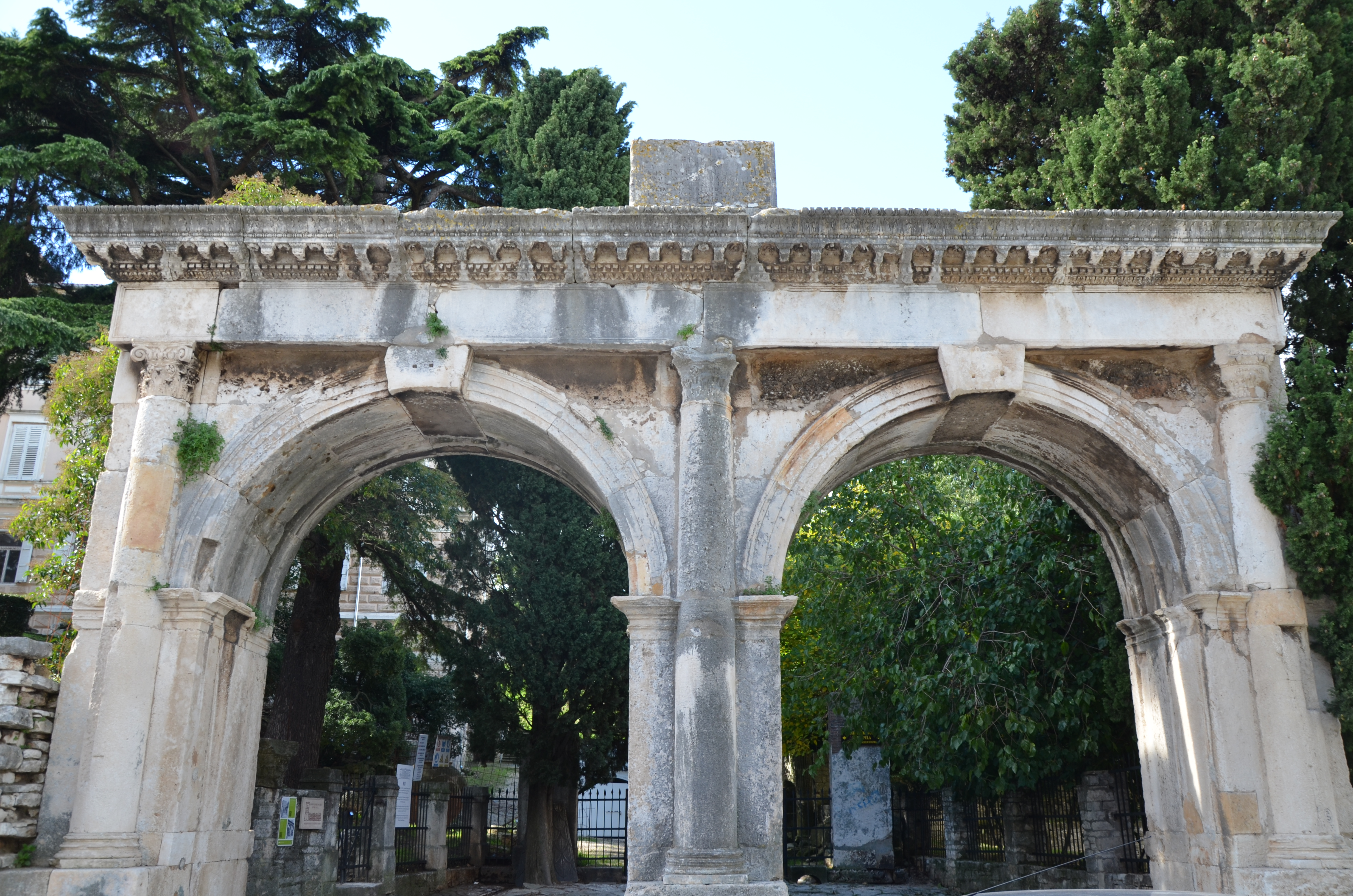
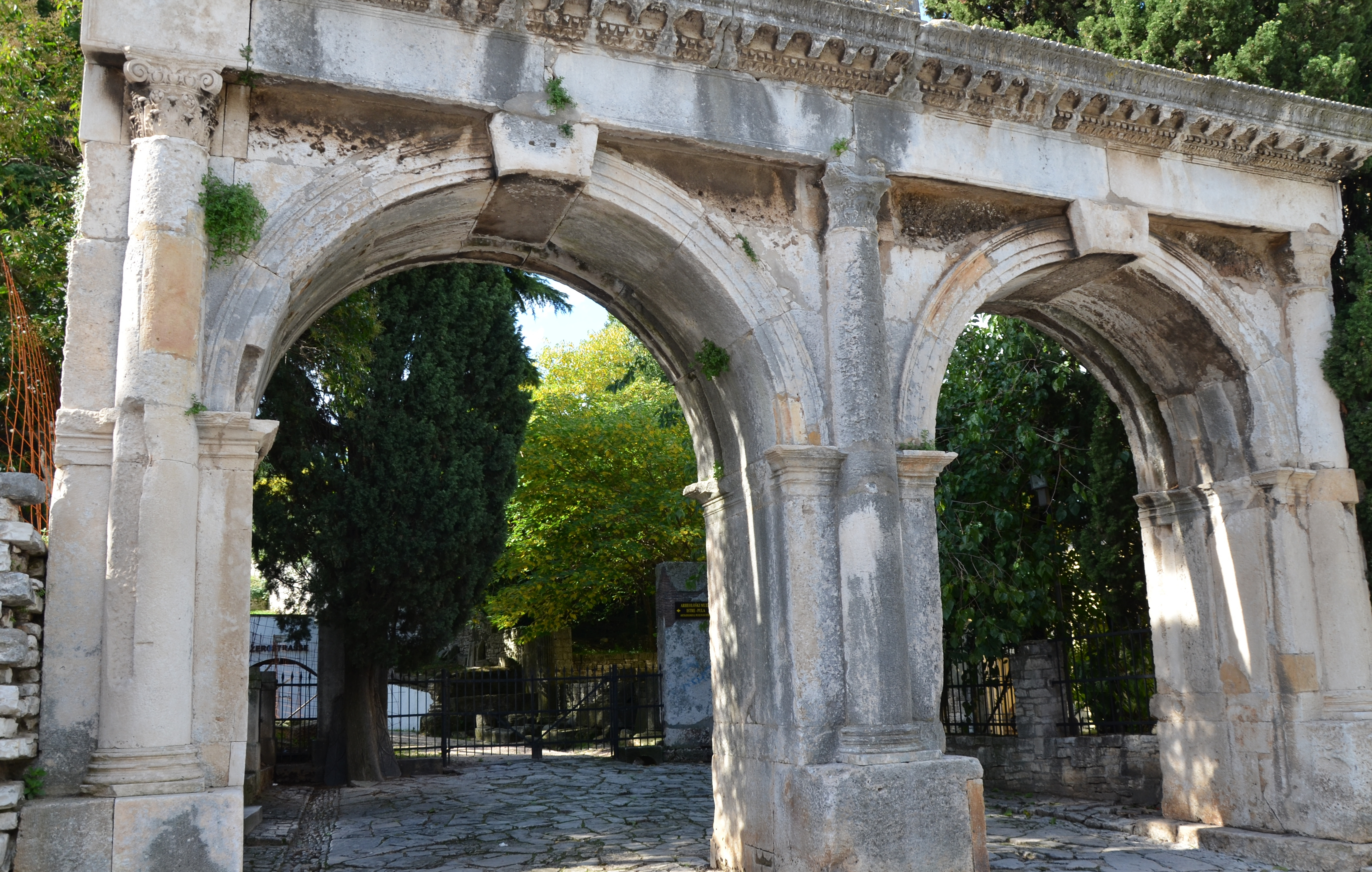